# Marcel Theroux
Pour les articles homonymes, voir Theroux.
Œuvres principales
- Jeu de pistes
- Au nord du monde
- Corps variables

Marcel Theroux, né le 13 juin 1968 à Kampala en Ouganda, est un romancier de science-fiction et animateur de télévision britannique.

## Œuvres

### Romans
- (en) A stranger in the earth, 1999
- Jeu de pistes, Plon, 2011 ((en) The Paperchase, 2001)Prix Somerset-Maugham 2002
- (en) A Blow to the Heart, 2006
- Au nord du monde, Plon, 2010 ((en) Far North, 2009)
- Corps variables, Plon, 2015 ((en) Strange Bodies, 2013)Prix John-Wood-Campbell Memorial 2014
- (en) The Secret Books, 2017